# Вербівська сільська рада (Рожнятівський район)
| Вербівська сільська рада — орган місцевого самоврядування у Рожнятівському районі Івано-Франківської області з адміністративним центром у с. Вербівка. Водоймища на території, підпорядкованій даній раді: річка Лімниця. Сільській раді підпорядковані населені пункти: - с. Вербівка - с. Топільське |

## Склад ради
Рада складається з 16 депутатів та голови.

### Керівний склад ради
| ПІБ                        | Основні відомості                                                    | Дата обрання | Дата звільнення |
| -------------------------- | -------------------------------------------------------------------- | ------------ | --------------- |
| Стовбан Дмитро Михайлович  | Сільський голова, 1955 року народження, освіта, член народної партії | 26.03.2006   | 31.10.2010      |
| Василечко Ярослав Павлович | Сільський голова, 1955 року народження, освіта вища                  | 31.10.2010   |                 |

Примітка: таблиця складена за даними джерела